# Sergej Tarakanov
Sergej Nikolaevič Tarakanov (in russo Сергей Николаевич Тараканов?; Lodejnoe Pole, 25 aprile 1958) è un ex cestista sovietico.

## Carriera
Con l'Unione Sovietica ha disputato due edizioni dei Giochi olimpici (Mosca 1980, Seul 1988), due dei Campionati mondiali (1982, 1986) e cinque dei Campionati europei (1979, 1981, 1983, 1985, 1987).

## Palmarès
- Campionato sovietico: 6

CSKA Mosca: 1979-80, 1980-81, 1981-82, 1982-83, 1983-84, 1987-88